# Kasselgrund

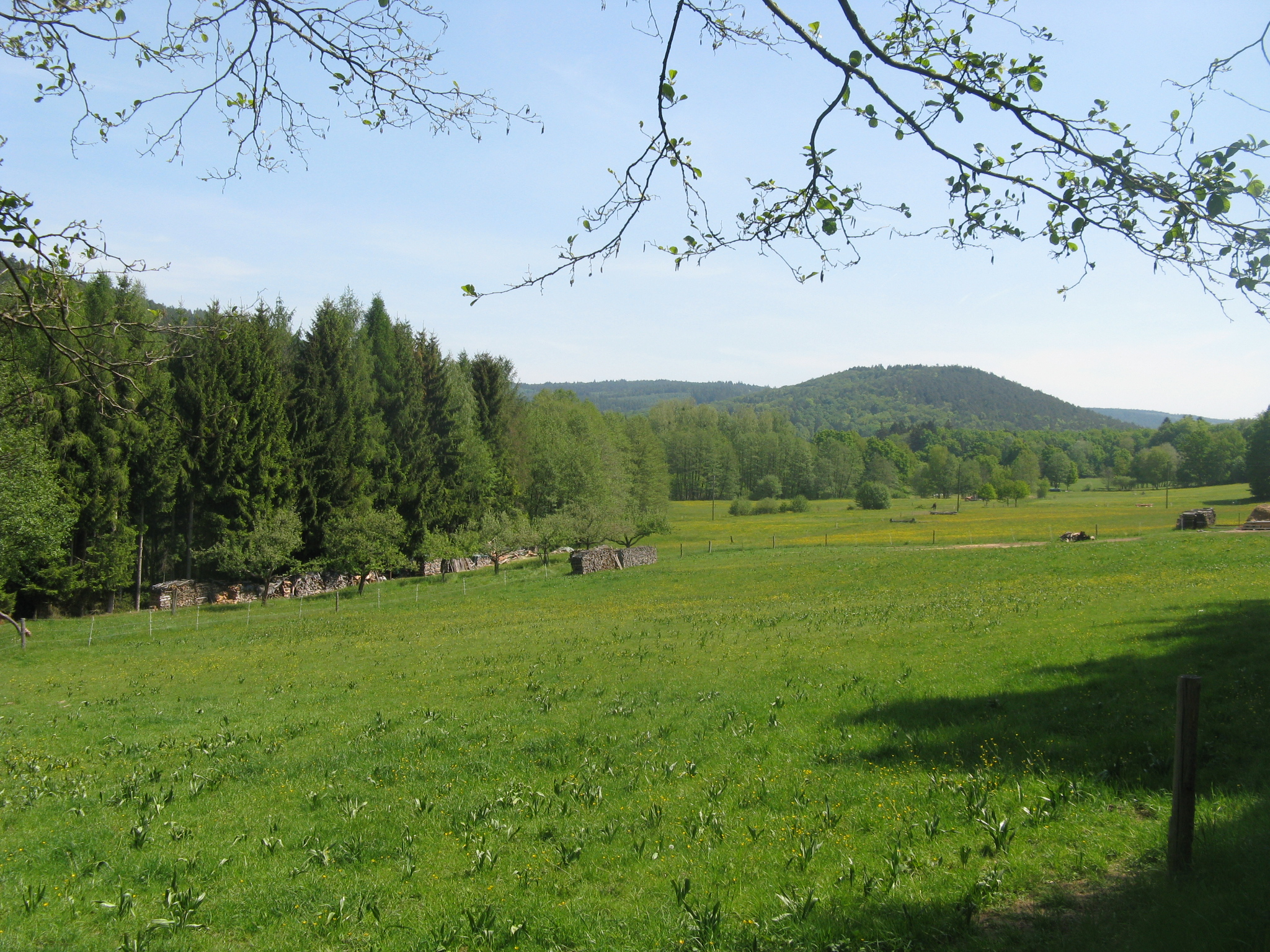
Kasselgrund und Alteburg

Kasselgrund wird das Tal des Kasselbachs  bei Biebergemünd im hessischen Spessart genannt. Im Ortsteil Kassel mündet der 6,5 km lange Kasselbach in die Bieber, die ihrerseits ein Nebenfluss der Kinzig ist.

## Geografie und Landschaft

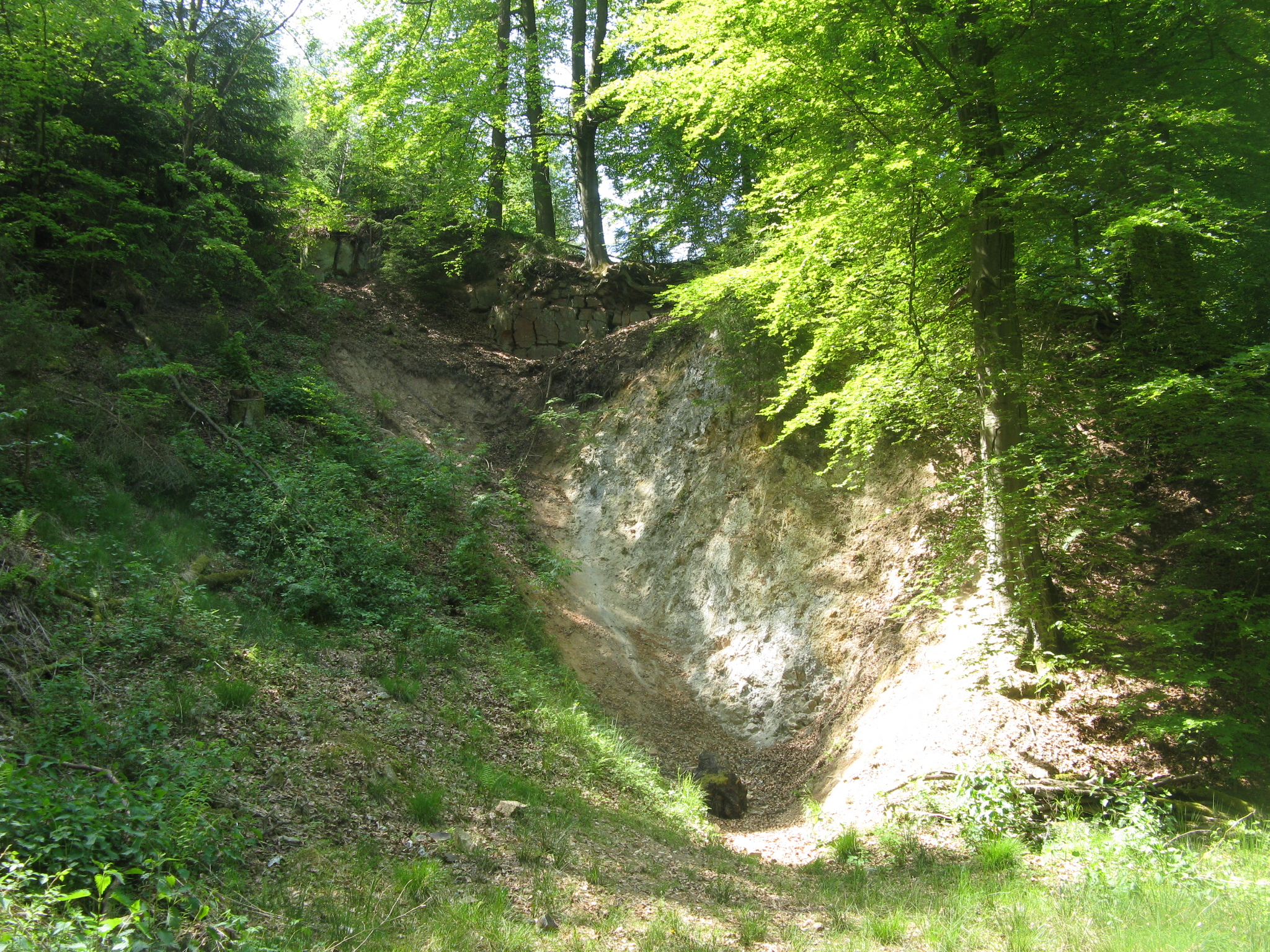
Sandstein und Basaltreste im Blauen Steinbruch

Der Kasselbach entspringt, von mehreren Quellen gespeist, in dem bewaldeten Höhenzug zwischen Bieber und Bad Orb unterhalb des Langen Berges. Der Quellbereich ist ein Feuchtgebiet. Das Tal weitet sich nach ca. 4 km im unteren Abschnitt zu einem breiten Wiesengrund, den der Hoppesberg mit der Alteburg, einem prähistorischen Siedlungsplatz der Kelten, überragt. Auf seinem letzten Kilometer bis zu seiner Mündung in die Bieber fließt der Kasselbach durch den Ortskern von Kassel. 
Neben Buntsandstein gab es an dem Höhenzug über dem Kasselgrund bis Mitte des 20. Jahrhunderts auch Basalt; die Formation war geologisch verwandt mit dem Beilstein und dem Madstein oberhalb der Orbquelle. Das Basaltvorkommen am Blauen Steinbruch ist jedoch fast gänzlich ausgebeutet. Die Kontaktzone zwischen dem Magma und dem Sandstein bei den Vulkanausbrüchen vor rund 10 bis 20 Millionen Jahren ist noch deutlich daran zu erkennen, dass der Sandstein dort seine rote Farbe verloren hat und stattdessen grau-weißlich aussieht.

## Geschichte

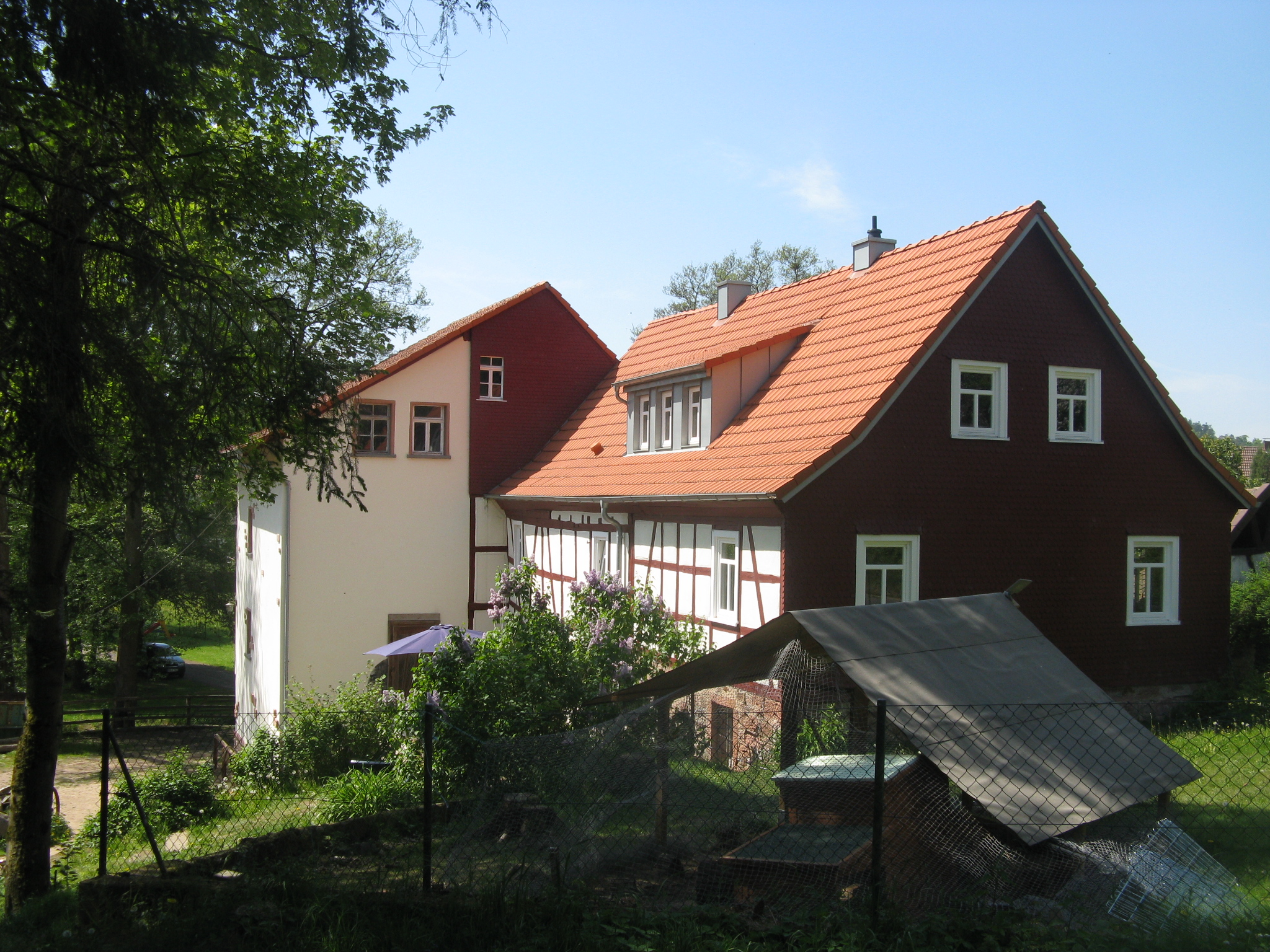
Obermühle

Eine keltische Besiedlung ist nur auf der Höhe (Alteburg) nachgewiesen, nicht aber im Kasselgrund, der im Mittelalter erstmals urkundlich in Erscheinung tritt (976, Cassela). Bis 1803 gehörte er territorial zu Kurmainz, nach dem Wiener Kongress kam er 1815 zum Königreich Bayern. 1867 ging der Kasselgrund mit dem Landgericht Orb in der neuen preußischen Provinz Hessen-Nassau auf, die nach dem Preußisch-Österreichischen Krieg von 1866 aus den von Preußen annektierten Staaten Kurhessen (Hessen-Kassel), Nassau und Frankfurt, sowie abgetretenen Gebieten (wie dem Kasselgrund) nach dem Friedensvertrag mit Bayern, gebildet wurde. Seit 1945 gehört er zum Bundesland Hessen.
Das Wasser des Kasselbachs trieb seit dem Spätmittelalter mehrere Mühlen an. Dokumentiert sind die Obermühle (1582), Kunkelsmühle (1655), Günthersmühle (1668), Riethmühle (1809) und Lohmühle (1811). Die Infrastruktur war wegen häufiger Überschwemmungen des Talgrunds problematisch. Vier der Mühlen sind – in umgebautem und umfunktionierten Zustand – erhalten.
Im frühen 19. Jahrhundert begann der Basaltabbau am Blauen Steinbruch. Aus diesem Material wurde u. a. derjenige Teil der „Frankfurter-Quellwasser-Leitung“ 1874/75 gebaut, der die vier Quellen des Kasselgrundes – Kasselquelle, Hummelsborn, Langenborn und Gieserborn – erfasste. Die Stolleneingänge sind noch erhalten – am Gieserborn mit Datierung 1874 –, und der Bereich ist immer noch Wasserschutzgebiet unter der Obhut der Hessenwasser. Der Basalt-Steinbruch wurde bis Mitte der 1960er Jahre genutzt.

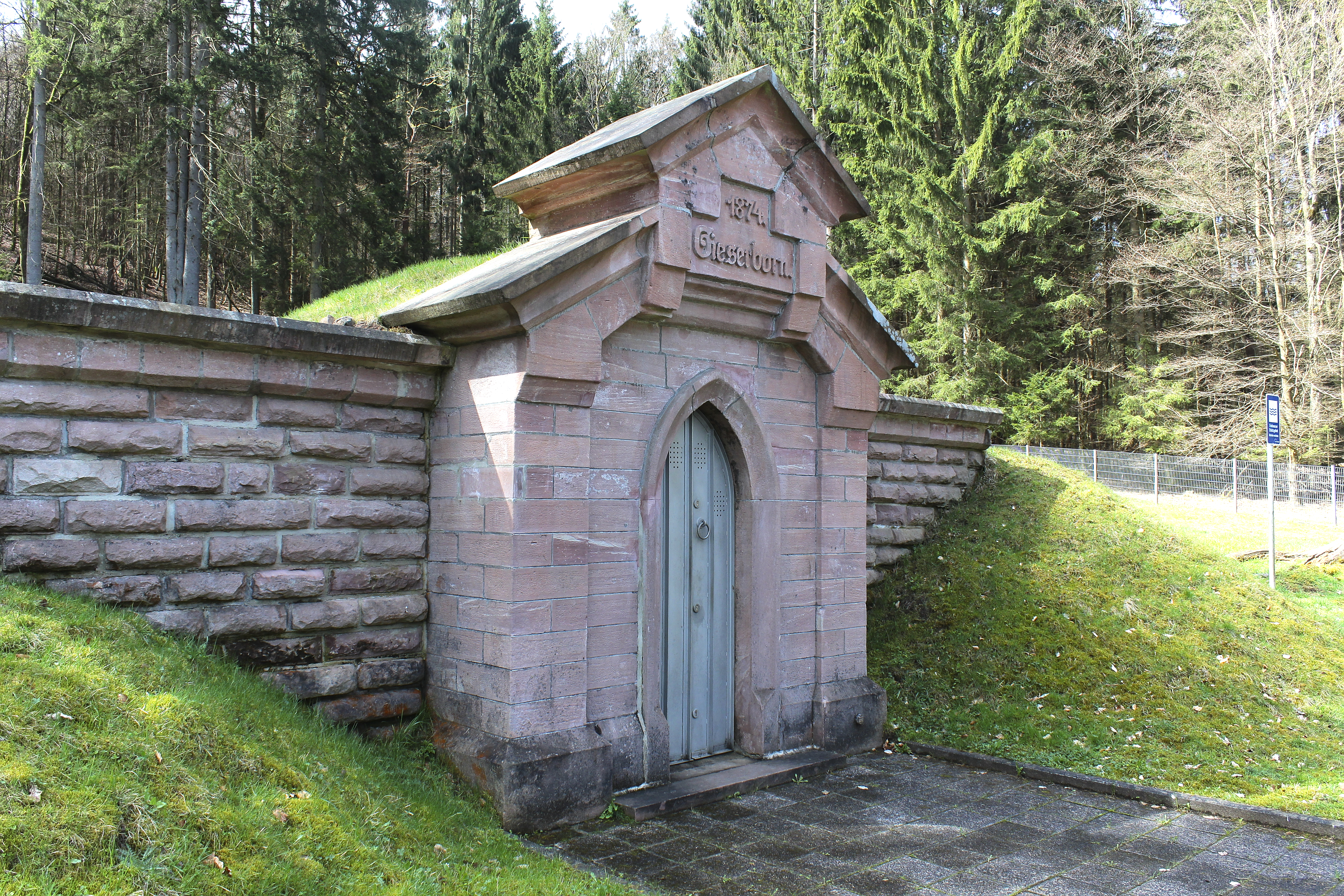
Gieserborn

Landwirtschaft im Kasselgrund war aufgrund des nährstoffarmen Bodens immer schwierig. In der Vergangenheit wurden Heidelbeeren in großem Umfang und speziell dazu vor Ort angefertigten Körben gesammelt; ein Exemplar dieser Halebierkurbe verwahrt das Heimatmuseum Bad Orb. 
Der untere Kasselgrund ist heute teilweise eine Wochenendhaus-Kolonie, teilweise Pferdekoppel und Weide. Ein reges Vereinsleben in Kassel  führt zu vielerlei Aktivitäten der Hobby-Landwirte rund um Pferd, Rind und historisches landwirtschaftliches Gerät. Der mittlere und obere Kasselgrund ist Freizeit-, Radler- und Wandergebiet.

## Infrastruktur heute

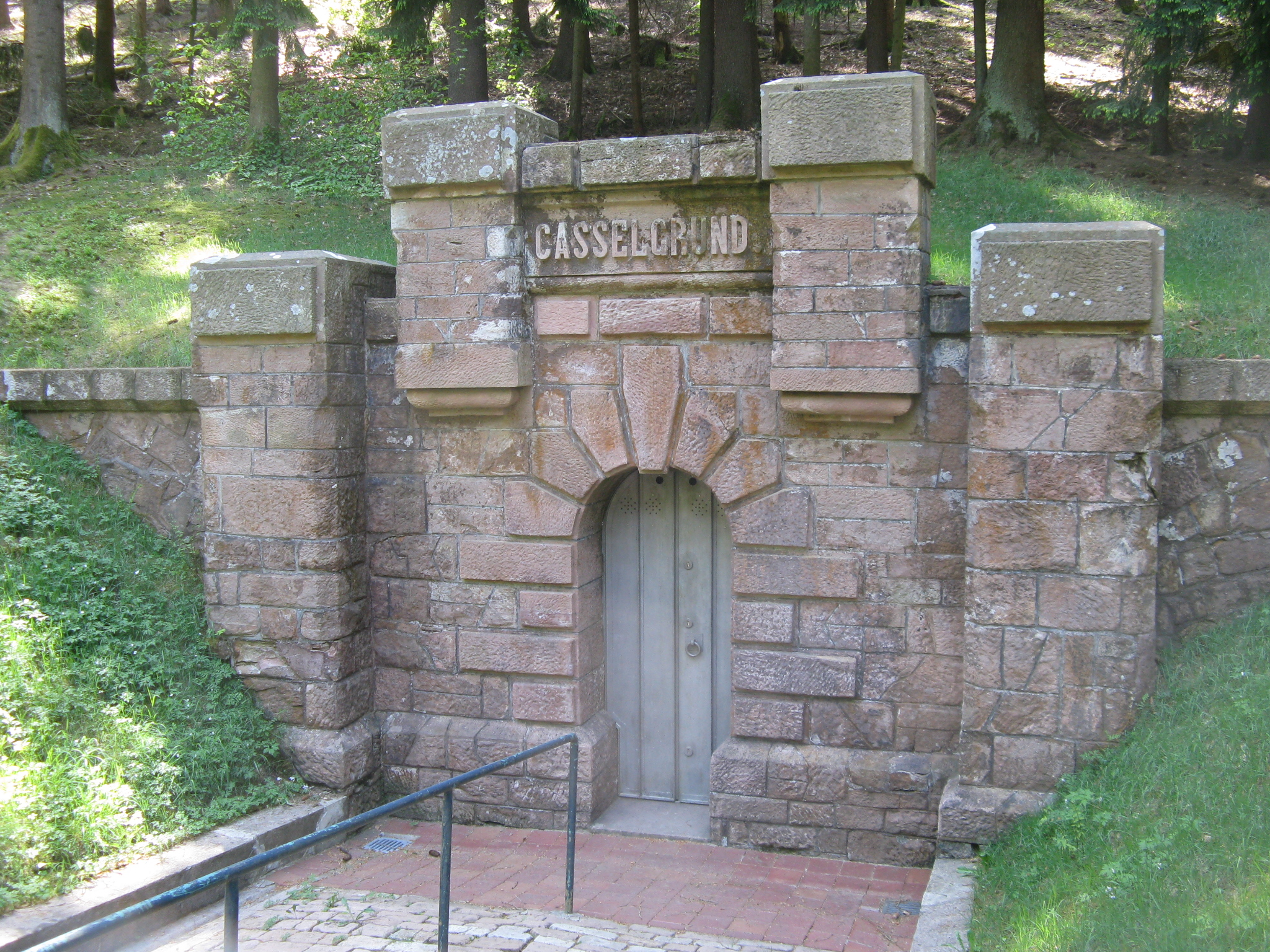
Kasselquelle

Durch den unteren Kasselgrund führen zwei Fahrstraßen: Die obere (Im Kasselgrund) führt an der Ober- und Günthersmühle vorbei in die Wochenendhaus-Kolonie, die untere (Villbacher Straße) vorbei an Loh- und Riethmühle nach ca. 2,5 km zum Wanderparkplatz „Kasselgrund“ am Forsthaus/Waldrand im Bereich des Blauen Steinbruchs. 
Die umgestalteten ehemaligen Mühlen werden heute zu verschiedenen Zwecken genutzt. Die Obermühle am Ortsrand von Kassel ist ein Natur-Kindergarten (Tiererlebnishof). Die Günthersmühle, 1908 stillgelegt, ist seit 1929 Naturfreunde-Unterkunft; sie wurde in den 1990er Jahren grundsaniert und mit einer thermischen Solaranlage versehen. Die Kunkelsmühle ist nicht mehr vorhanden. Die Lohmühle mit Teichen (bis 1959 in Betrieb) und die Riethmühle (bis 1972) sind private Wohngebäude.
Ab dem Parkplatz ist die Villbacher Straße unasphaltiert und nur für Radfahrer und Wanderer freigegeben. Sie führt über den Kasselgrund hinaus nach Villbach auf die Höhe über dem Golfplatz Bad Orb-Jossgrund. Im Quellgebiet des Kasselbachs kreuzt sie an einer großen Eiche (Naturdenkmal) den Bieberer Steig, welcher zum Jägerskreuz führt, einem Gedenkkreuz aus dem 18. Jahrhundert für einen auf diesem Steig von einem Wilderer erschossenen Kurmainzer Jäger.
Ein Teil des Wanderwegs durch den Kasselgrund deckt sich mit dem Europäischen Kulturweg „Biebergemünd II“ im Rahmen des Archäologischen Spessartprojekts; dieser 6 km lange Weg mit drei Stationen im Kasselgrund ist zugleich – im Hinblick auf seine weiteren drei Stationen an der Alteburg – Teil der Keltenstraße.